# Len (band)
 For alternative betydninger, se Len (flertydig). (Se også artikler, som begynder med Len)
Len er et canadisk alternativt rockband som er kendt for deres 1999 sommerhit "Steal My Sunshine". Bandet består af Marc og Sharon Costanzo, som er søskende.

## Diskografi

### Studiealbums
| Titel                                      | Detaljer                                                 | Højeste hitlisteplacering | Højeste hitlisteplacering | Højeste hitlisteplacering |
| Titel                                      | Detaljer                                                 | CAN                       | UK                        | US                        |
| ------------------------------------------ | -------------------------------------------------------- | ------------------------- | ------------------------- | ------------------------- |
| Superstar                                  | - Udgivet: November 1995 - Pladeselskab: Funtrip Records | —                         | —                         | —                         |
| Get Your Legs Broke                        | - Udgivet: 1996 - Pladeselskab: Funtrip Records          | —                         | —                         | —                         |
| You Can't Stop the Bum Rush (US: Platinum) | - Udgivet: 25. maj, 1999 - Pladeselskab: Work Records    | 32                        | 177                       | 46                        |
| We Be Who We Be                            | - Udgivet: 2002 - Pladeselskab: Linus Entertainment      | —                         | —                         | —                         |
| The Diary of the Madmen                    | - Udgivet: 19. april, 2005 - Pladeselskab: Venus Corp.   | —                         | —                         | —                         |
| It's Easy If You Try                       | - Udgivet: 16. oktober, 2012 - Pladeselskab: EMI         | —                         | —                         | —                         |

### EP'er
- Len (1992)

### Singler
| År   | Single                        | Højeste hitlisteplacering | Højeste hitlisteplacering | Højeste hitlisteplacering | Album                       |
| År   | Single                        | CAN                       | UK                        | US                        | Album                       |
| ---- | ----------------------------- | ------------------------- | ------------------------- | ------------------------- | --------------------------- |
| 1994 | "Slacker"                     | —                         | —                         | —                         | Superstar                   |
| 1995 | "Candy Pop"                   | —                         | —                         | —                         | Superstar                   |
| 1995 | "Showoff"                     | —                         | —                         | —                         | Superstar                   |
| 1996 | "Smarty Pants"                | —                         | —                         | —                         | Get Your Legs Broke         |
| 1997 | "She's Not"                   | —                         | —                         | —                         | Get Your Legs Broke         |
| 1997 | "Trillion Daze"               | —                         | —                         | —                         | Get Your Legs Broke         |
| 1999 | "Steal My Sunshine"           | 1                         | 8                         | 9                         | You Can't Stop the Bum Rush |
| 1999 | "Feelin' Alright"             | —                         | —                         | —                         | You Can't Stop the Bum Rush |
| 2000 | "Cryptik Souls Crew"          | —                         | 28                        | —                         | You Can't Stop the Bum Rush |
| 2000 | "Kids in America"             | —                         | —                         | —                         | Digimon: The Movie          |
| 2002 | "Bobby"                       | —                         | —                         | —                         | We Be Who We Be             |
| 2003 | "It's a Brother Sister Thing" | —                         | —                         | —                         | The Diary of the Madmen     |
| 2012 | "It's My Neighbourhood"       | —                         | —                         | —                         | It's Easy If You Try        |